# Negus triste
Negus triste är en insektsart som beskrevs av Buckton 1903. Negus triste ingår i släktet Negus och familjen hornstritar. Inga underarter finns listade i Catalogue of Life.